# Air Batumi
Air Batumi war eine georgische Fluggesellschaft mit Sitz in Batumi und Basis auf dem Flughafen Batumi.

## Flugziele
Air Batumi flog lediglich von Batumi nach Antalya in die Türkei.

## Flotte
Air Batumi setzte zwei Boeing 737-300, drei Fokker 100 und eine McDonnell Douglas MD-83 ein und leaste Saab 340.

## Weblink
- Webseite der Air Batumi (Memento vom 7. April 2012 im Internet Archive)